# 謝來發 (台灣)
謝來發，台灣企業家、政治人物，曾代表中國國民黨在工業團體當選為第一屆第六次增額立法委員。